# Orden de Lakandula
La  Orden de Lakandula es una de las más prestigiosas condecoraciones concedida por la República de Filipinas. Se otorga a aquellos filipinos o extranjeros que hayan realizado acciones notables dirigidas al beneficio de la sociedad. Ha sido entregada a diferentes líderes mundiales, entre ellos el cardenal Jaime Sin (2003), Juan Carlos I de España (2007), Felipe VI de España (2007), Hillary Clinton (2011) y el emperador de Japón Akihito (2015).

## Historia
La orden fue instituida el 19 de septiembre de 2003. Su nombre hace referencia a Lakandula, último rey de Tondo antes de la conquista española.

## Grados
- Gran collar.
- Gran cruz.
- Gran oficial.
- Comendador.
- Oficial.
- Miembro.
- Campeón por Vida (clase especial)

## Galardonados
Esta no es una lista completa. Consultar la página web oficial de la Orden para más:
- Jose Diokno (Gran Collar, 2004)
- Hillary Clinton (Gran Cruz, 16 de noviembre de 2011)
- Richard Lugar (Gran Collar, 7 de junio de 2012)
- Khalifa bin Salman Al Khalifa (Gran Collar, 4 de enero de 2007)
- Rey Juan Carlos I de España (Gran Collar, 3 de diciembre de 2007)
- Felipe de Borbón, Príncipe de Asturias (Gran Cruz, 3 de diciembre de 2007)
- Jaime Sin (Gran Cruz, 8 de diciembre de 2003)
- James Reuter (Gran Cruz, 2006)
- Washington SyCip (Gran Cruz, 2011)
- Manuel Vélez Pangilinan (Gran Cruz, 5 de junio de 2010; Comandante, 24 de mayo de 2006)
- Lea Salonga (Comandante, 14 de agosto de 2007)
- Efren Peñaflorida (Comandante, 27 de noviembre de 2009)
- Domingo Lucenario Jr. (Gran Oficial, 14 de agosto de 2007)
- Emperador Akihito de Japón (Gran Collar, 3 de junio de 2015)
- Galo Ocampo (Gran Oficial, 22 de julio de 2015)
- Teodoro Obiang Nguema Mbasogo (Gran Collar, 19 de mayo de 2006)
- Enrique Manalo (Gran Cruz, 18 de junio de 2018)